# Campylotropis parviflora
Campylotropis parviflora är en ärtväxtart som först beskrevs av Wilhelm Sulpiz Kurz, och fick sitt nu gällande namn av Anton Karl Schindler. Campylotropis parviflora ingår i släktet Campylotropis och familjen ärtväxter. Inga underarter finns listade i Catalogue of Life.